# X!nk
X!nk es un grupo belga de Pop-Punk y Rock. Se formó en 2001 y está compuesto por dos parejas de hermanos. Cantan tanto en flamenco como en inglés, y tienen 2 álbumes editados.

## Historia
El grupo se formó en 2001. Thomas y Niels eran amigos en la escuela, pero Thomas tuvo que ir a vivir a otra ciudad y se dejaron de ver. Tiempo después, coincidieron en una fiesta y decidieron formar un grupo junto a sus hermanos. Comenzaron ensayando en los garajes de sus padres, y en 2003 se presentaron al programa "Eurosong for kids", que decidiría quién representaría a Bélgica en el 1º Festival de la Canción de Eurovisión Junior 2003, que se celebró en Copenhague, Dinamarca. Se presentaron con su primera canción compuesta "De Vriendschapsband", con la que finalmente ganaron y representaron a su país en mencionado festival, en el que quedaron 6º.
El 20 de septiembre de 2004 publicaron su primer álbum, que se llamaba como ellos, "X!nk", del que podemos extraer 3 sencillos los cuales también salieron a la venta: "Laat me vrij", "Oh-ho" y "Sorry". La canción "Laat me vrij" fue la banda sonora de la película "Garfield" en Bélgica.
Después de una gira de conciertos y actuaciones, se pusieron a trabajar y en 2005 sacaron su segundo disco, "Vergif", del cual han sacado también tres singles: "Denk aan mij", "Hou ons niet tegen" y "De andere Kant". Este último pertenece a la banda sonora de "Ice Age: The Meltdown" de Bélgica.

## Miembros
- Jonas Meukens: Nacido el 15 de diciembre de 1989, es la voz principal y toca la guitarra.
- Niels Meukens: Nacido el 2 de mayo de 1992, es el batería.
- Thomas Valkiers: Nacido el 7 de septiembre de 1991, toca la guitarra, hace los coros y ocasionalmente toca también el piano.
- Philip Valkiers: Nacido el 19 de junio de 1993, es el bajista y hace también coros junto a su hermano.